# Camp Roosevelt
Das Camp Roosevelt (deutsch übersetzt: Lager Roosevelt) war ein Internierungslager, das die Britische Rheinarmee von November 1945 bis September 1946 in Hemer betrieb. Das offiziell als Civilian Internment Camp No. 7 bezeichnete Lager befand sich auf dem Gelände des ehemaligen Stammlagers VI A. Bis zu 3600 Internierte waren in Hemer quartiert.
Der Name Camp Roosevelt geht auf die US-Armee zurück, die das ehemalige Stalag unmittelbar nach der Befreiung umbenannte. In dieser Zeit waren im Lager Displaced Persons untergebracht.

## Geschichte
| Monat         | Interniertenzahl |
| ------------- | ---------------- |
| Dezember 1945 | 2448             |
| Januar 1946   | 2115             |
| Februar 1946  | 2469             |
| März 1946     | 3330             |
| April 1946    | 3176             |
| Mai 1946      | 2793             |
| Juni 1946     | 3627             |
| Juli 1946     | 3548             |
| August 1946   | 3366             |

Nach der Befreiung des Stammlagers VI A im Mai 1945 richteten die britischen Besatzer dort ein Internierungslager für mutmaßliche Nationalsozialisten ein. Die ersten Internierten wurden im November nach Hemer verlegt, nachdem alle früheren Kriegsgefangenen in ihre Heimat zurückgekehrt waren. In den folgenden Wintermonaten litten die Internierten unter mangelnder Versorgung, da das Lager zu selten angeliefert wurde. Seit dem Frühjahr 1946 erlaubten die Besatzer den Internierten, Essenspakete zu empfangen. Die hygienischen Zustände verbesserten die Briten im Vergleich zum Stammlager erheblich, so dass kaum Krankheitsfälle auftauchten. Kulturelle Veranstaltungen wie Konzerte und Lesungen ohne politischen Bezug gehörten zum Umerziehungsprogramm der Besatzungsmacht und wurden auch im Winter 1945/46 organisiert.
Das Internierungslager Hemer war für 3118 Gefangene ausgelegt und etwa 13.000 Quadratmeter groß, so dass es zu den kleineren Lagern in der britischen Zone gehört. 1946 waren die Lebensbedingungen im Camp Roosevelt relativ gut, da die Steinbauten über eine Zentralheizung verfügte. Zeitungen und Bücher aus benachbarten Bibliotheken wurden im Lager verteilt. Die religiöse Betreuung übernahm ein Franziskaner. Der Anteil der Kriegsverbrecher im Hemeraner Lager war anfangs gering, lag nach einer Verlegung vieler Kriegsverbrecher aus dem Internierungslager Recklinghausen-Hillerheide im August 1946 so hoch wie in keinem anderen Camp. Zu diesem Zeitpunkt waren 650 der 3477 als Kriegsverbrecher eingestuft.
Entlassungen kündigte die Lagerleitung der Verwaltung des Amtes Hemer an, die infolgedessen einen Vertreter schicken musste, um die Freigelassenen zum Bahnhof zu führen. Am 8. Mai 1946 beschlossen die Briten, das Lager Hemer zu schließen und die Internierten aus Hemer und Neumünster im neu geschaffenen Internierungslager Eselheide zusammenzulegen. Im September 1946 wurde das Lager geschlossen. Daraufhin übernahmen belgische Truppen das Gelände und richteten die Casernes Ardennes ein.